# Pedro Dutra
Pedro Dutra Nicácio Neto (Cataguases, 25 de abril de 1893 — Cataguases, 28 de janeiro de 1965) foi um político brasileiro. Exerceu o mandato de deputado federal constituinte por Minas Gerais em 1946.

## Biografia
Pedro Dutra nasceu em 25 de abril de 1893, no município de Cataguases, no estado de Minas Gerais. No ano de 1921 formou-se em direito pela Faculdade de Direito do Rio de Janeiro, localizando-se na até então capital brasileira.
Membro de uma família tradicional, sendo descendente da família Vieira, a qual esteve envolvida na fundação de Cataguases, Pedro adentrou na carreira política exercendo o cargo de deputado na Assembléia Legislativa de Minas Gerais nos anos de 1923 até 1930.
O advogado é filho de Astolfo Dutra Nicácio e de Antônia Dutra de Resende. Seu pai, Astolfo Dutra, foi deputado federal por Minas Gerais nos anos de 1903 até 1911, e depois de 1915 até 1920.
Filho de Astolfo Dutra Nicácio e de Antônia Dutra de Resende. Descendia da família Vieira, uma das fundadoras de Cataguases, e do inconfidente mineiro José Resende Costa. Seu pai foi deputado federal por Minas Gerais de 1903 a 1911 e de 1915 a 1920.